# Ручне тестування
Ручне тестування (Manual testing) — це процес ручної перевірки програмного забезпечення на помилки.
Тестувальник має відігравати роль користувача програми й використовувати властивості програми для знаходження помилок у роботі програми. Для професійного тестування тестувальник часто користується написаним планом тестування з варіантами тестування (test cases).

## Стадії. Класифікація

### Модульне тестування (Unit Testing)
Це початкове тестування, що виконується розробником, який написав код, а інколи колегою, методом структурного тестування (скляної скриньки - white box).

### Інтеграційне тестування (Integration Testing)
Ця стадія зазвичай виконується методом чорного ящика (black box). Перевіряється системна робота програми, як складової окремих модулів.

### Випускне тестування (Release Testing)
Команда їде до замовників програмного забезпечення для установки програми на комп'ютерних системах і перевіряє:
- чи правильно працює процес установки програми на комп'ютерах клієнта;
- кількість ресурсів пам'яті та засобів збереження даних, що споживаються програмою;
- чи програма правильно видаляється.

## Порівняння з автоматизованим тестуванням
Автоматизоване тестування використовується для зменшення витрат часу на тестування та його вартості. Комп'ютер може виконувати записану послідовність кроків швидше, ніж людина, а також може запускати тести на ніч, щоб отримати результати в першій половині дня. Проте праця, заощаджена на виконанні автоматизованих тестів, має витрачатися на написання тестових програм. Залежно від типу програм, які мають бути протестовані, і обраних засобів автоматизації, це може потребувати більшої кількості робочої сили, ніж ручний підхід. Крім того, деякі інструменти тестування видають дуже велику кількість даних, потенційно створюючи завдання інтерпретації результатів, яке може забрати забагато часу.

### Тестування внутрішніх компонентів
Драйвери і бібліотеки програм мають бути перевірені за допомогою тестових програм. Крім того, тестування великого числа користувачів (тестування продуктивності і навантажувальне тестування), як правило, робиться програмними засобами, а не вручну.

### У графічних інтерфейсах
З іншого боку, зміни у графічних інтерфейсах користувача дуже важко перевірити автоматично. Існують тестові структури, які можуть бути використані для проведення регресивного тестування користувальницьких інтерфейсів. Вони основані на записі послідовностей натискань клавіш і рухів миші, відтворюючи їх і перевіряючи, що інтерфейс користувача кожен раз реагує таким самим чином. На жаль, ці записи можуть не працювати належним чином при переміщенні кнопки чи зміні напису на ній в наступній версії програми. Автоматичний тест може також бути не пройдений при істотній зміні даних, які видає програма.